# Salmo 134
Il salmo 134 (133 secondo la numerazione greca) costituisce il centotrentaquattresimo capitolo del Libro dei salmi.
Fa parte dei cantici delle ascensioni.